# Comatricha
Comatrichia ist eine Gattung der Schleimpilze (Myxomyceten alias Myxogastria) aus der Ordnung Stemonitida.
Typusart ist Comatricha nigra.

## Merkmale
Die Fruktifikationen (Sporokarpe) sind gestielt und besitzen kugel-, ei-, spindelförmige oder zylindrische Sporenkapseln (Sporokarpien). Sie wachsen zerstreut, gesellig oder dicht gruppiert. Die Hülle (Peridie) verschwindet früh und ist bei vielen Arten nicht zu beobachten. Mitunter bleiben Reste davon an der Stielspitze haften. Nur selten verbleibt sie länger an den Sporenträgern.
Der Stiel besteht aus parallel liegenden oder miteinander verflochtenen Fasern. An der Basis ist er netzig ausgebildet. Manchmal ist er hohl. Die Fortsetzung des Stiels (Columella) reicht zumindest bis zur Mitte, oft bis zur Oberseite der Sporenkapseln.
Das Capillitium entspringt an allen Teilen der Columella. Es ist verzweigt und oft zu einem inneren Netz ausgebildet. Es besitzt kaum verbreiterte Stellen. Am Rand ist es gewunden und weist zahlreiche freie Enden auf. Mitunter finden sich geschlossene Netzmaschen.
Die Sporen sind in Masse braun, rotbraun, dunkelbraun oder schwarz. Das Plasmodium ist wässrigweiß bis milchweiß, seltener gelblich.

## Arten

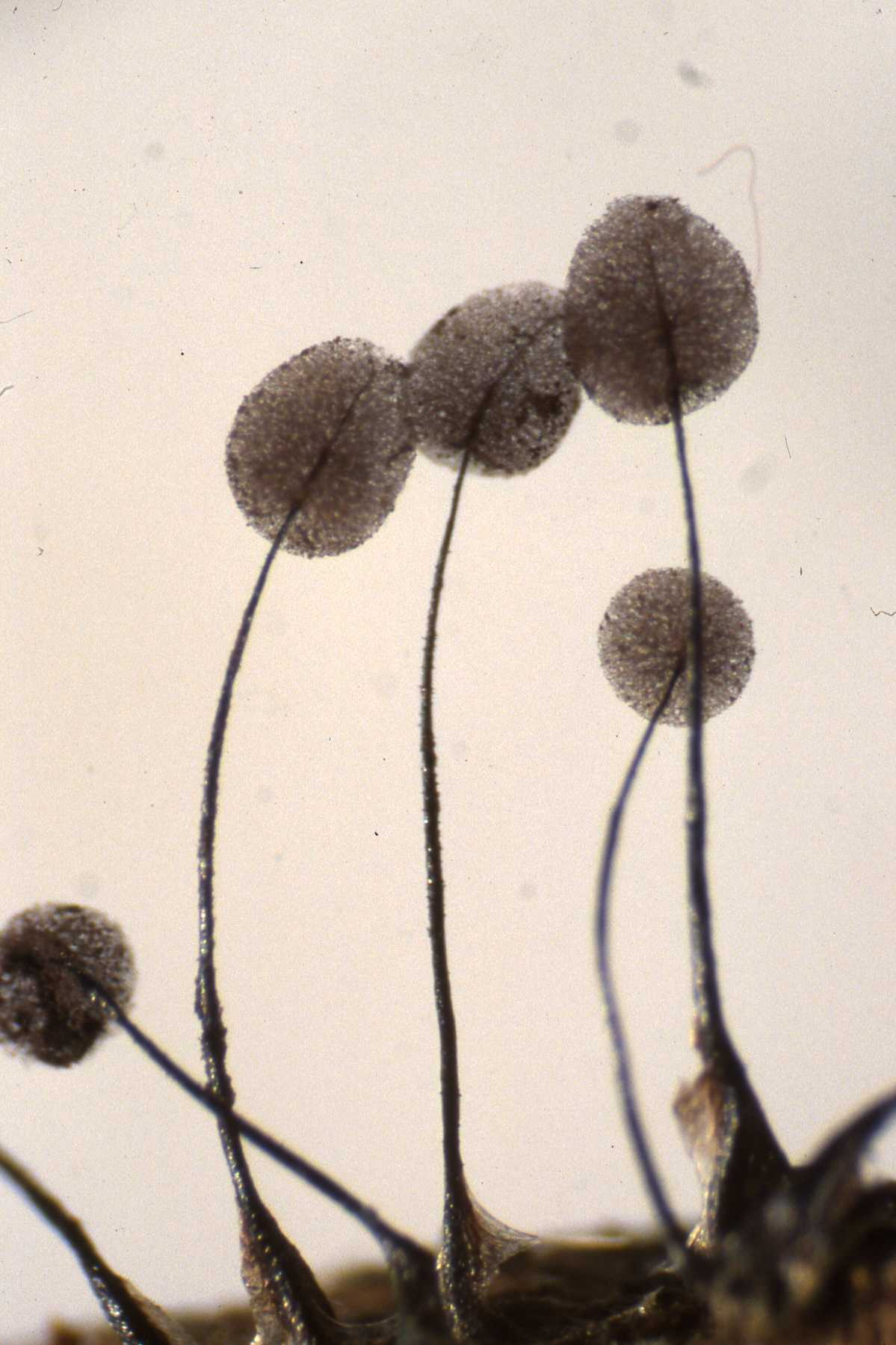
Comatricha nigra

Die Gattung umfasst weltweit etwa 40 Arten. Für Mitteleuropa werden rund 20 Arten angegeben:
- Comatricha afroalpina
- Comatricha alpina
- Comatricha alta
- Comatricha anastomosans
- Comatricha anomala
- Comatricha elegans
- Comatricha ellae
- Comatricha fragilis
- Comatricha fusiformis
- Comatricha laxa
- Comatricha longipila
- Comatricha nigra
- Comatricha pulchella
- Comatricha pulchelloides
- Comatricha rigidireta
- Comatricha rubens
- Comatricha rutilipedata
- Comatricha tenerrima